# 念力棒
念力棒、摩擦螺旋槳（英語：gee-haw whammy diddle）是一款能夠將震動轉換為轉動的科學玩具，原理和搖呼拉圈極為類似，該玩具有一支長條本體和數個鋸齒狀凸出物，一個在本體上的螺旋槳葉片，以及一支用來刮磨主體上鋸齒部分造成主體震動之棍棒。調整棍棒括動的速度可以造成本體不同的振動頻率，當頻率和葉片轉速相配合且同相時即造成螺旋槳葉片加速轉動。
因此欲從靜止狀態加速螺旋槳葉片，必須先行以低速刮磨鋸齒部分而後漸漸增加刮磨速度。

## 原理
此玩具原理有二：
1. 橢圓震動方向：棍棒震動的橢圓運動方向造成初使和其他時間時的摩擦力方向，因此經由摩擦鋸齒部的右上和左上緣可以造成螺旋槳之正逆轉。
2. 同步加速方式：如同搖呼拉圈之原理，該螺旋槳和承軸位置是偏心的，對於相對於承軸正在進行近似圓周運動之螺旋槳重心，此時若承軸做出垂直於重心切線速度的運動，則會使重心加諸一個垂直速度改變之分量而增加速率，進而加速轉動，此現象必須同步且不斷的在振动過程中發生，才能持續加速，若不同步則整體效應低落而使螺旋槳因摩擦力損耗而減速。

## 自製方法

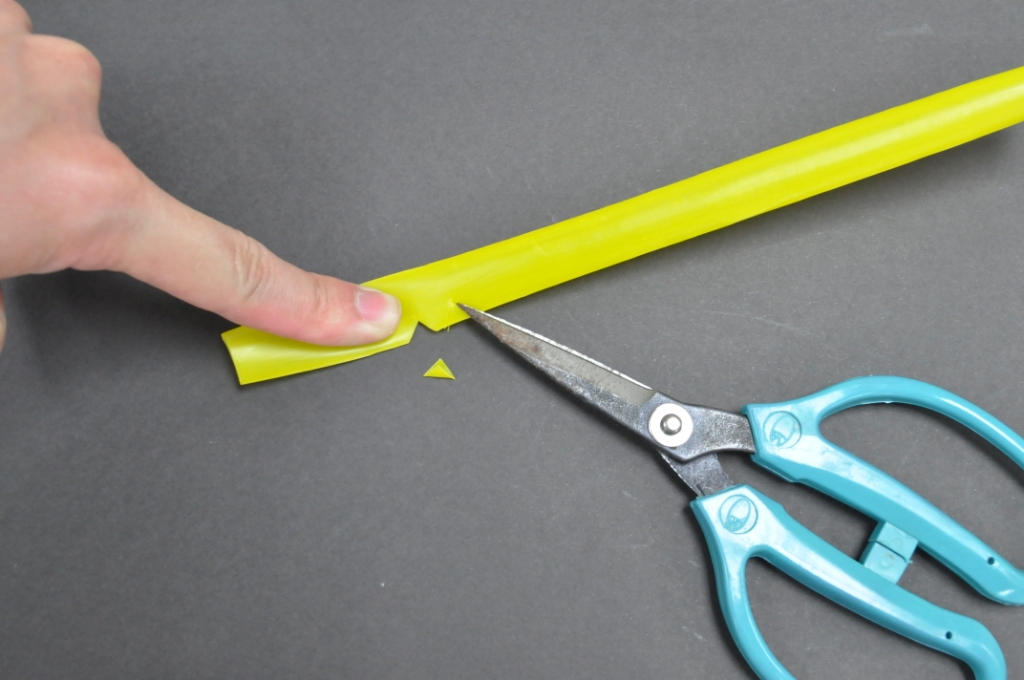
剪出鋸齒部分
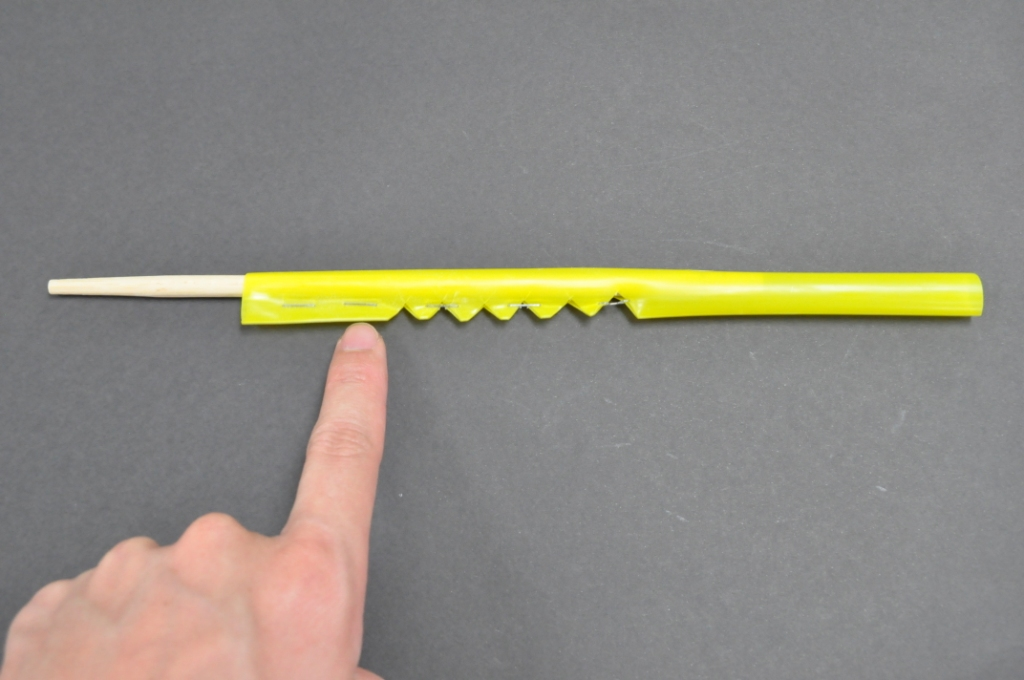
使用訂書機固定竹筷
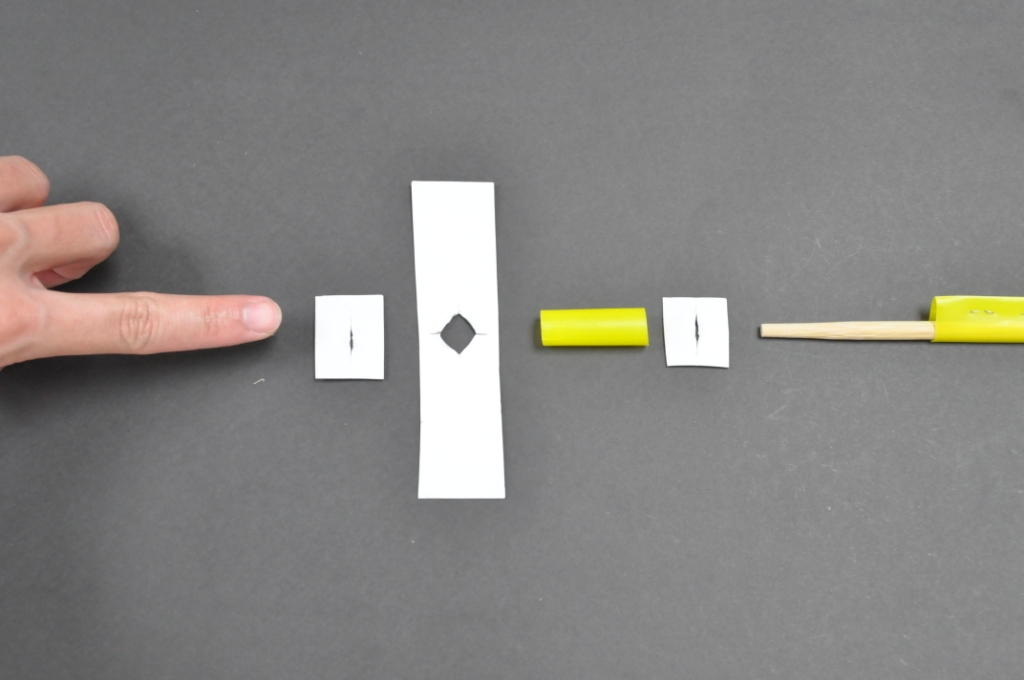
製備厚紙片零件
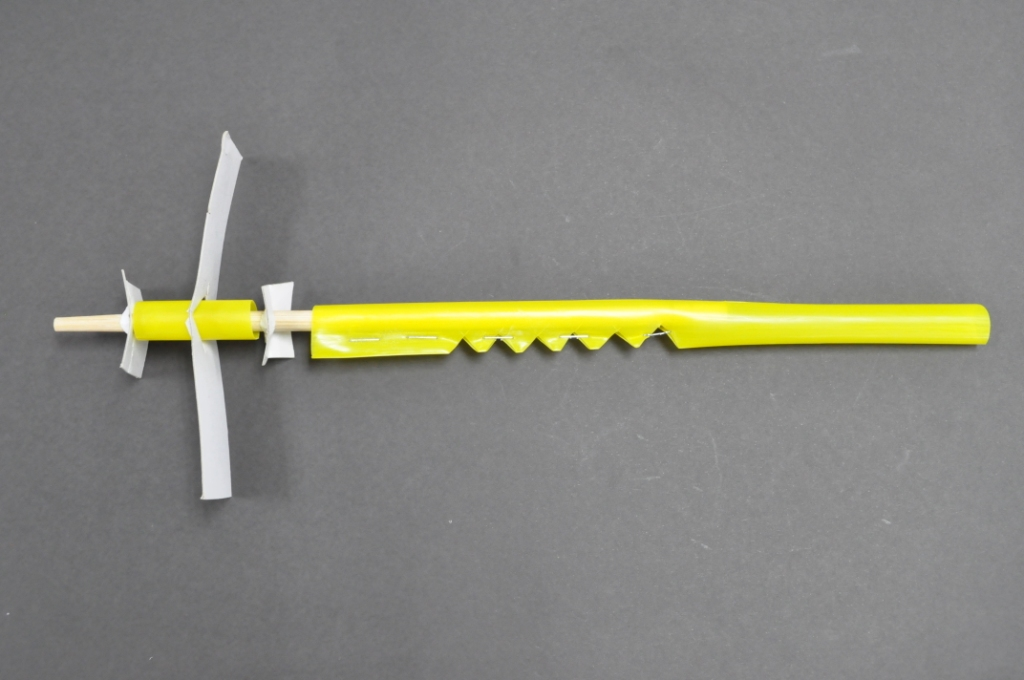
組裝完成
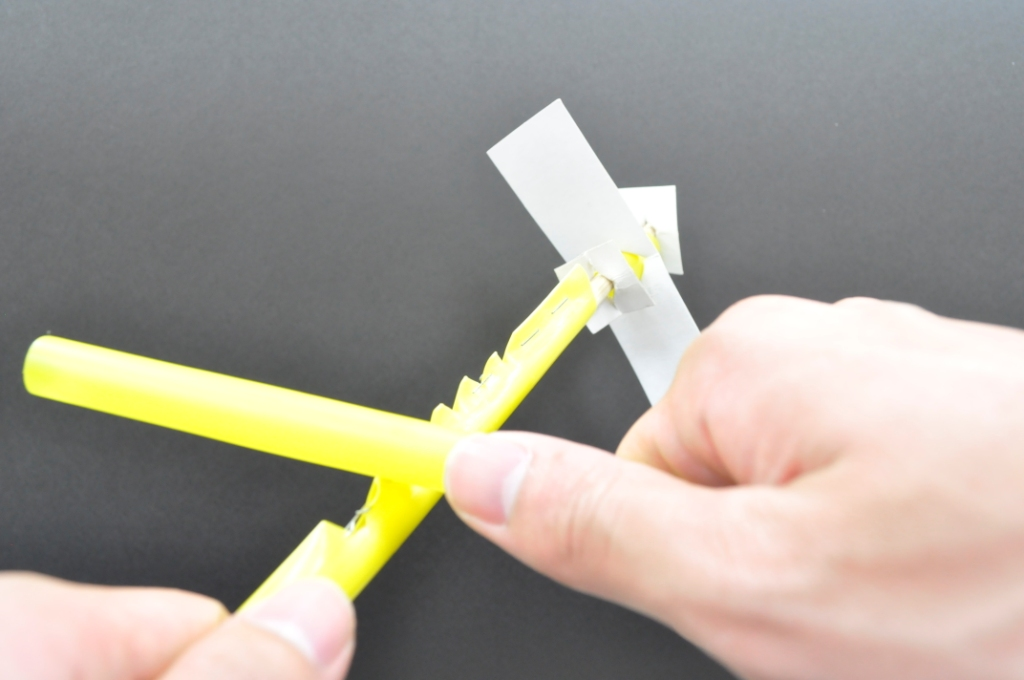
刮磨之預備動作
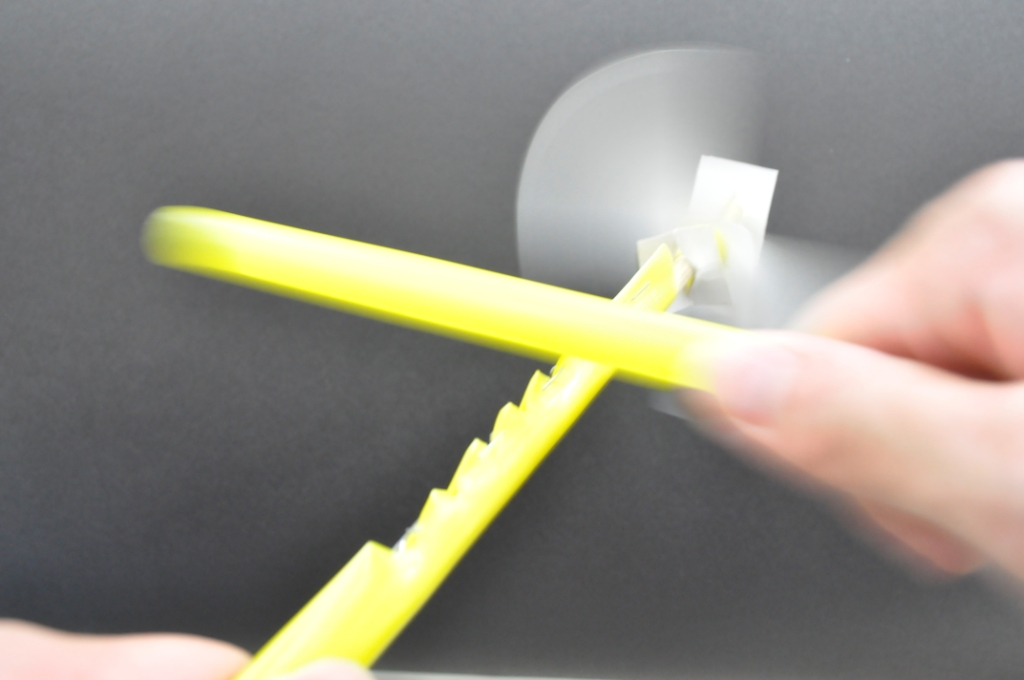
轉動情形

使用珍珠奶茶用吸管，壓平後剪出鋸齒部並將免洗筷以訂書針固定於吸管內，使用厚紙片做出兩檔片和螺旋槳部，螺旋槳部以粗吸管作為軸承組裝於竹筷突出部份。使用另一支珍珠奶茶吸管做括摩動作。